# Mosch (Adelsgeschlecht)

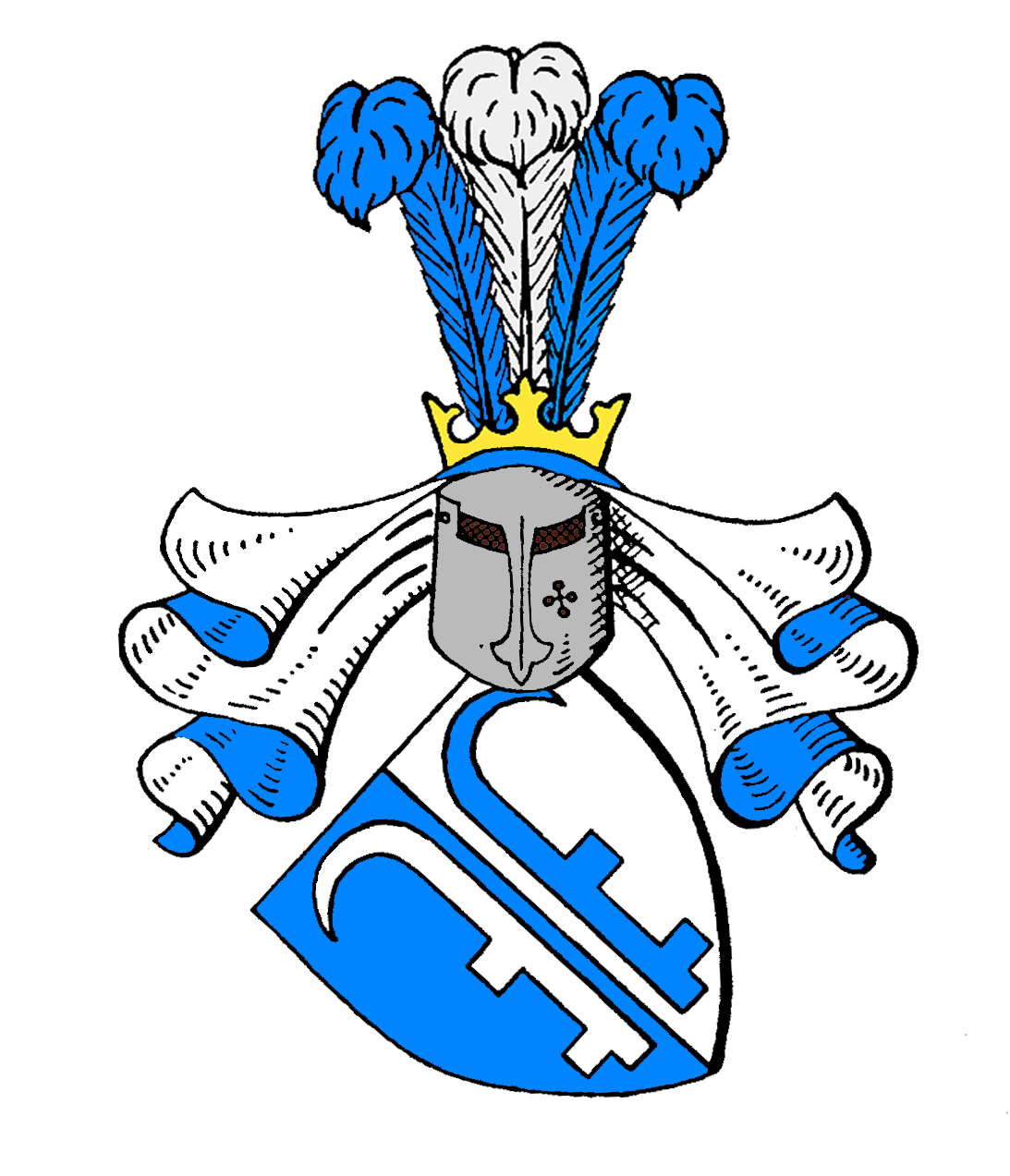
Wappen derer von Mosch

Mosch (tschechisch Mošovský z Moravčín) ist der Name eines alten schlesischen Adelsgeschlechts. Die Namensform wechselte u. a. zwischen Muschow, Muschin, Muschczin,  Musche, Mosch, Moschin und anderen slawisierten Formen. Angehörige des Geschlechts gelangten auch im Glatzer Land und in der Lausitz zu Besitz und Ansehen.

## Geschichte
Mit Thidricus de Muschov wurde am 12. Dezember 1245 das Adelsgeschlecht Mosch erstmals urkundlich erwähnt. Im Glatzer Land sind sie erstmals 1295 und in der Lausitz erstmals 1427 urkundlich belegt. Die Glatzer Linie erlosch im 17., die schlesische im 18. Jahrhundert.

## Wappen
Das Stammwappen zeigt in von Blau und Silber (auch Silber und Blau) gespaltenem Felde zwei abgewendete  Schlittenkufen (ursprünglich mit Federn geschmückte Büffelhörner) in verwechselter Farbe. Auf dem Helm mit blau-silbernen Decken drei blau-silber-blaue Straußenfedern. Die Glatzer Linie führte statt Straußenfedern als Helmzier zwei Büffelhörner.

## Besitzungen im Glatzer Land
- Heinrich von Muschin (Moschen) verkaufte 1328 der Johanniterkommende Glatz, deren Komtur damals Heinrich von Prag war, zwei Hufe|Zinshuben in Siebenhuben bei Wünschelburg.
- Um 1347: Niederrathen
- 1361 bis 1622: Moschenhof in Arnsdorf (ab 1670 Grafenort)
- Hans von Moschen besaß Anfang des 15. Jahrhunderts Verlorenwasser

## Persönlichkeiten (Auswahl)
- Felician Mosch von Muritsch (um 1556–1609), Ritter des Malteserordens, Komtur von Glatz, Löwenberg, Goldberg und Fürstenfeld, Kaiserlicher Rat und Hauptmann der Prager Burg (1599–1603)
- Karl Mosch von Muritsch (-1652), Ritter des Malteserordens, Komtur von Mailberg und Wien
- Carl Rudolph von Mosch (1718–1798), preußischer Generalleutnant und Chef des adeligen Kadetten Corps, Ritter des Ordens Pour le Mérite
- Maximilian Gottlob von Mosch (1721–1776), preußischer Oberst, Ritter des Ordens Pour le Mérite
- Christoph Friedrich von Mosch (1733–1821), preußischer Generalleutnant, Ritter des Ordens Pour le Mérite
- August Wilhelm von Mosch (1735–1815), preußischer Generalmajor
- Wilhelm August von Mosch (1784–1861), Leutnant und Adjutant beim Schill’schen Infanteriekorps, später königlich preußischer Major
- Otto von Mosch (1848–1909), preußischer Generalleutnant
- Erich von Mosch (1879–1945), Landsyndikus der Niederlausitz
- Heinrich von Mosch (1930–2014), von 1975 bis 1995 Regierungspräsident von Mittelfranken
- Max von Mosch (* 1980), deutscher Jazzmusiker
- Erdmute von Mosch (* 1980), deutsche Kinderbuchautorin/Illustratorin